# Mother Nature's Son
«Mother Nature's Son» («Hijo de la Madre Naturaleza» en español) es una canción acreditada a Lennon/McCartney, publicada por el grupo británico The Beatles en su álbum The Beatles (The White Album). Fue escrita por Paul McCartney, y se inspiró en una conferencia dada por el Maharishi Mahesh Yogi, mientras The Beatles estaban en la India. En esa misma conferencia estuvo inspirada la canción inédita de Lennon "Child of Nature", la melodía de la que más tarde volvió a utilizar para "Jealous Guy".

## Grabación
McCartney grabó la canción el 9 de agosto de 1968. Grabó 25 tomas cantando y tocando la guitarra acústica al mismo tiempo. La toma 24 fue percibida como la mejor. McCartney también grabó doblajes de timbales, otra guitarra y tambores al día siguiente. Los tambores suenan más como bongós y esto se consiguió poniendo la batería hasta la mitad de un pasillo alfombrado con los micrófonos en un extremo que dio resultado a un sonido entrecortado. 

## Personal[1]
- Paul McCartney - doble vía voz, guitarras acústicas (Martin & Co. D.28), batería (Ludwig Super Classic), percusión.
- George Martin - arreglo de vientos.
- dos trompetas y dos trombones.